# Liste der Baudenkmäler in Losheim am See
In der Liste der Baudenkmäler in Losheim am See sind alle Baudenkmäler der saarländischen Gemeinde Losheim am See nach ihren Ortsteilen aufgelistet. Grundlage ist die Veröffentlichung der Landesdenkmalliste im Amtsblatt des Saarlandes vom 22. Dezember 2004 sowie die Inventarliste und die aktuelle Denkmalliste des Landesdenkmalamtes Saar.

## Bachem
| Lage                      | Bezeichnung                                                  | Beschreibung | Bild |
| ------------------------- | ------------------------------------------------------------ | --- | ---- |
| Im Leimfeld (Gewann) Lage | Gleiskörper und Trasse                                       | Die Trasse war Bestandteil der Bahnstrecke Merzig Süd–Büschfeld und wurde 1901 bis 1903 erbaut. Am 6. Juli 1903 wurde die 2 km lange Strecke zwischen Merzig und dem Waderner Stadtteil Büschfeld eröffnet. Ende der 1950er Jahre wurde der Personenverkehr schrittweise eingestellt. Heute wird die Strecke gelegentlich von dem Museums-Eisenbahn-Club Losheim befahren. |      |
| Provinzialstraße 77 Lage  | Gasthaus und Metzgerei                                       | Um 1905 erbaut |      |
| Provinzialstraße 97 Lage  | Kath. Kirche St. Willibrord                                  | Die Willibrordkirche wurde 1923/24 nach Entwürfen von Dombaumeister Julius Wirtz erbaut und ist stark an den Klassizismus angelehnt. Der Baukörper der Kirche mit niedrigem Pyramidendach wurde über einem quadratischen Grundriss errichtet, wird aber von zahlreichen Anbauten begleitet. Im Westen steht ein quadratischer Glockenturm der mit Gurtgesimsen gegliedert ist. Er wurde im Jahr 1951 von den Architekten Anton Latz und Toni Laub erbaut, nachdem der alte Turm abgerissen werden musste. Ein Querhaus mit Dreiecksgiebeln und Tonnengewölbe innen lockert den Baukörper auf. Auf der Nordseite wurde ein kleiner Rundturm an das Kirchenschiff angebaut. Ecklisenen aus Backsteinen gliedern den Bau. Ein großer Vorbau mit Dreiecksgiebel nimmt das Portal auf. Der rechteckige Chor wir d von einer halbrunden Apsis abgeschlossen. |      |
| Zum Eiskeller 2 Lage      | Bahnhofsempfangsgebäude                                      | Erbaut 1903 |      |
| Zum Eiskeller 3a Lage     | Fahrzeugwaage mit Wiegehaus der Merzig-Büschfelder-Eisenbahn | Erbaut 1903 |      |

## Bergen
| Lage                 | Bezeichnung        | Beschreibung | Bild |
| -------------------- | ------------------ | ------------ | ---- |
| In den Gärten 1 Lage | Arbeiterbauernhaus | Erbaut 1912  |      |

## Britten
| Lage                                                               | Bezeichnung                                | Beschreibung | Bild |
| ------------------------------------------------------------------ | ------------------------------------------ | --- | ---- |
| Auf der Fels Lage                                                  | Kath. Kirche St. Wendalinus                | Die Kirche wurde in den Jahren 1824 bis 1829 erbaut. Nachdem das Gotteshaus im Zweiten Weltkrieg schwer beschädigt worden war, erfolgte von 1947 bis 1949 unter der Leitung des Architekten Hans Fässy der Wiederaufbau. Die schlichte Saalkirche mit Kassettendecke wird von einem Chor mit dreiseitigem Schluss abgeschlossen. |      |
| Außerhalb der Ortslage                                             | Wegekreuze                                 | Zahlreiche Wegekreuze des 18., 19. und 20. Jahrhunderts |      |
| Billscheider Kreuz (Gewann)                                        | Wegekreuz „Billscheider Kreuz“             | 1785 |      |
| Brittener Straße 11 Lage                                           | Schule                                     | Der zweigeschossige Putzbau erhebt sich über einem hohen Sockelgeschoss mit Bossenwerk aus Sandstein. Hochrechteckige Sprossenfenster in vier Achsen und Ecklisenen gliedern die Fassade. Im Zentrum steht ein Zwerchhaus mit Schweifgiebel. Das Gebäude wurde um 1910 erbaut.                                                   |      |
| Dietzenbornerkopf auf den Wald (Gewann), Flur 7, Flurstück 157     | Wegekreuz „Pelcer-Kreuz“                   | 1749 |      |
| Heisbornerwald (Gewann), Flur 7, Flurstück 377                     | Wegekreuz „Kreuz an der Heisborner Höhe“   | 18. Jahrhundert |      |
| Hinter dem Jungenwald am Kümmer (Gewann), Flur 3, Flurstück 46/47  | Wegekreuz                                  | 1743 |      |
| Matzgewann zum Dietzenbornerkopf (Gewann), Flur 7, Flurstück 313/3 | Wegekreuz „Haecke-Kreuz“                   | 1787 |      |
| Pelterswald (Gewann), Flur 7, Flurstück 1045                       | Wegekreuz „Kreuz an der Mettlacher Straße“ | 1760 |      |
| Schönertskopf (Gewann), Flur 7, Flurstück 379/3                    | Wegekreuz „Dudisch Fra“                    | 1786 |      |
| Kümmerkreuz (Gewann), Flur 2, Flurstück 175                        | Wegekreuz „Kümmerkreuz“                    | 18. Jahrhundert |      |

## Losheim am See
| Lage                               | Bezeichnung                           | Beschreibung | Bild |
| ---------------------------------- | ------------------------------------- | --- | --- |
| Bahnhofstraße/Merziger Straße Lage | Ensemble Merzig-Büschfelder-Eisenbahn | Unter Denkmalschutz stehen die Anlagen der Merzig-Büschfelder-Eisenbahn, die heute von einem Museumsverein betrieben werden. | Unter Denkmalschutz stehen die Anlagen der Merzig-Büschfelder-Eisenbahn, die heute von einem Museumsverein betrieben werden. |
| Bahnhofstraße/Merziger Straße Lage | Ensemble Merzig-Büschfelder-Eisenbahn | Außerhalb der Ortslage und innerörtlich, Gleiskörper und Trasse, 1901–03 (Ensemblebestandteil) | |
| Bahnhofstraße/Merziger Straße Lage | Ensemble Merzig-Büschfelder-Eisenbahn | Bahnhofstraße, Lokschuppen, 1901–03 (Ensemblebestandteil) | |
| Bahnhofstraße/Merziger Straße Lage | Ensemble Merzig-Büschfelder-Eisenbahn | Bahnhofstraße, Lokschuppen und Werkstattgebäude, 1901–03 (Ensemblebestandteil) | |
| Bahnhofstraße/Merziger Straße Lage | Ensemble Merzig-Büschfelder-Eisenbahn | Merziger Straße, Eisenbahntrasse, 1901–03 (Ensemblebestandteil) | |
| Hochwaldstraße 2 Lage              | St. Peter und Paul mit Ausstattung    | Nachdem der Vorgängerbau im Zweiten Weltkrieg zerstört worden war, wurde die Kirche 1948 nach Plänen des Architekten Josef Wilhelm Stockhausen im Stil einer Basilika erbaut. Mittel- und Seitenschiffe sind durch hohe Arkaden getrennt. Das Mittelschiff endet in einem halbrunden Chor. An das fünfachsige Langhaus wurde neben dem Portal ein Glockenturm auf quadratischem Grundriss errichtet. Dem eigentlichen Langhaus ist ein Westwerk vorangestellt, das im Erdgeschoss eine Halle bildet. Die dreigeteilte Fassade besteht aus einem erhöhten Mittelteil mit Dreiecksgiebel und Fensterrose und zwei niedrigeren Seitenteilen, die durch Lisenen gegliedert sind. | |
| Saarbrücker Straße 8 Lage          | Wohnhaus                              | Erbaut 1749 | |
| Saarbrücker Straße 13 Lage         | „Schlösschen“, Wohnhaus               | Das „Schlösschen“ genannte ehemalige Wohnhaus (heute Bürgerbüro) wurde um 1900 erbaut. Der unverputzte zweigeschossige Bau besitzt auf allen vier Seiten hohe Dreiecksgiebel, die bis zum Dachfirst reichen. Die Straßenfassade besitzt im Erdgeschoss fünf Achsen, wovon die mittlere den Eingang bildet, im Obergeschoss drei Achsen und im Giebelbereich ein Drillingsfenster, wobei das mittlere Fenster leicht erhöht und mit Segmentgiebel ausgestattet ist. Darüber sitzt mittig ein Rundfenster. | |
| Saarlouiser Straße 3 Lage          | Kath. Marienkapelle                   | Der einfache Saalbau wurde 1858/59 erbaut. | |

## Mitlosheim
| Lage                        | Bezeichnung                                        | Beschreibung | Bild |
| --------------------------- | -------------------------------------------------- | --- | ---- |
| Kirchenweg 13 Lage          | Kath. Kirche St. Cosmas und Damian mit Ausstattung | Die Kirche unter dem Patrozinium von Cosmas und Damian wurde 1907/08 erbaut. 1955 wurde das Gotteshaus nach Plänen des Architekten Frohnmeier erweitert. Der kleine Saalbau besitzt einen Chor mit dreiseitigem Schluss. Der Turm auf quadratischem Grundriss besitzt auffällig hohe gerasterte Schallfenster und wird von einem flachen Zeltdach abgeschlossen. Die Ausstattung stammt aus dem 18. Jahrhundert. |      |
| Mitlosheimer Straße 29 Lage | Bauernhaus                                         | Erbaut 1835 |      |

## Niederlosheim
| Lage                           | Bezeichnung                                                                        | Beschreibung | Bild |
| ------------------------------ | ---------------------------------------------------------------------------------- | --- | ---- |
| Marienstraße 14 Lage           | Mühle                                                                              | Erbaut 1763 |      |
| Niederlosheimer Straße Lage    | Eisenbahntrasse                                                                    | Errichtet zwischen 1901 und 1903, Teil der Bahnstrecke Merzig Süd–Büschfeld |      |
| Niederlosheimer Straße 28 Lage | Kath. Kirche St. Hubertus, 1763, Wiederaufbau und Erweiterung 1957 (Einzeldenkmal) | Das Gotteshaus wurde im Jahr 1763 erbaut und nach dem Zweiten Weltkrieg in den Jahren 1955 bis 1957 wieder aufgebaut und erweitert. Das vierachsige Langhaus wird von einem Querhaus gefolgt, an das sich ein rechteckiger Chorraum anschließt. Im Winkel von südlichem Querhausarm und Langhaus erhebt sich ein hoher Glockenturm über quadratischem Grundriss. Während der Baukörper verputzt ist, ist die Giebelseite mit schlichtem Portal, genauso wie der Turm, in rotem Sandstein ausgeführt. |      |

## Rimlingen
| Lage                 | Bezeichnung | Beschreibung | Bild |
| -------------------- | --- | --- | ---- |
| An der Kirche 1 Lage | Kath. Kirche Heilig Kreuz mit Ausstattung, 12. Jh. Turm, 1744 Kirche, 1960–61 Erweiterung, Ausstattung 18. Jh. (Einzeldenkmal) | Ältester Teil der Kirche aus dem Jahr 1744 ist der Glockenturm aus dem 12. Jahrhundert. An den barocken Saalbau wurde 1960/61 im Osten eine Erweiterung angebaut. Während quadratischer Turm und altes Langhaus mit Satteldach verputzt sind, ist der moderne Bau überwiegend in Sandstein ausgeführt und besitzt auf beiden Langseiten ein Band von Oberlichtern. Der rechteckige Chor wird von an beiden Seiten von wandhohen Glasfenstern belichtet. Der alte Bau wurde dem neuen im Inneren angeglichen und beherbergt heute die Orgelempore. |      |

## Rissenthal
| Lage                            | Bezeichnung                 | Beschreibung | Bild |
| ------------------------------- | --------------------------- | --- | ---- |
| Auf Kellerchen Lage             | Kath. Kirche St. Blasius    | St. Blasius wurde nach dem Abriss des Vorgängerbaus von 1833 bis 1836 mit neugotischen und klassizistischen Stilelementen errichtet. 1923/24 wurde eine Sakristei angebaut. Der Turm wurde im Westen leicht in das dreiachsige Langhaus gesetzt. Der Chor liegt im dreiseitigen Schluss der Kirche. |      |
| Prof.-Peter-Wust-Straße 16 Lage | Peter-Wust-Haus, Bauernhaus | Das 1841 erbaute Bauernhaus war Geburtshaus des Existenzphilosophen Peter Wust. Der zweigeschossige, traufständige Putzbau besitzt vier Achsen mit geradem Sturz und einfacher Sandsteinlaibung. In der dritten Achse sitzt im Erdgeschoss das Eingangsportal mit profilierter Laibung und Inschrift im Giebelfeld. Die vierte Achse bildet im Erdgeschoss ein zweiflügeliges Tor mit Rundbogen. Kämpfer und Schlussstein sind betont. Darüber sitzt im Obergeschoss eine kleine, hochrechteckige Fensteröffnung mit Laibung. Ein Satteldach schließt das kleine Gebäude ab. |      |

## Scheiden
| Lage                 | Bezeichnung                                     | Beschreibung                                                       | Bild |
| -------------------- | ----------------------------------------------- | ------------------------------------------------------------------ | ---- |
| Zum Igelsborn 6 Lage | kath. Filialkirche St. Valentin mit Ausstattung | St. Valentin wurde 1841 erbaut und in den 1950er Jahren erweitert. |      |

## Wahlen
| Lage                        | Bezeichnung                             | Beschreibung | Bild |
| --------------------------- | --------------------------------------- | --- | ---- |
| Außerhalb der Ortslage Lage | Kath. Kapelle St. Ottilia               | Die kleine offene Kapelle wurde 1863 erbaut. Das Portal wird von einem hohen Spitzbogen mit Gewände und Nonnenkopf gebildet. Darüber befindet sich ein Vierpass. Abgeschlossen wird die Portalfassade von einem gestuften Giebel. Der Baukörper wird von einem Satteldach geschützt. |      |
| Dillinger Straße 1 Lage     | Kath. Pfarrhaus                         | 1908/09 von Peter Marx |      |
| Dillinger Straße 1 Lage     | Kath. Kirche St. Helena mit Ausstattung | Das ursprüngliche Kirchengebäude wurde im Jahr 1747 erbaut. 1750 erhielt die Kirche einen Turm. Mitte des 19. Jahrhunderts wurde das Kirchenschiff vergrößert. 1927/28 wurde die Kirche nach Plänen des Architekten Moritz Gombert erneut erweitert und umgebaut. Dabei wurden die Querschiffe, der Chorraum, die Sakristei errichtet und Anbauten an den barocken Turm erbaut. 1932 wurde der Turm um ein Geschoss erhöht und erhielt eine Zwiebelhaube. Das Innere der Saalkirche wird von einem Tonnengewölbe überspannt. Der Turm sitzt vor der Westfassade und wird von zwei niedrigeren Anbauten flankiert, die der Fassade den Eindruck eines Westwerks verschaffen. Gurtgesimse und Eckquaderungen gliedern den Turm mit seinem barocken Portal. |      |
| Urwahlener Straße           | Wegekreuz                               | 1706 |      |
| Urwahlener Straße Lage      | Kath. Kapelle St. Markus                | Die Markuskapelle wurde 1868 auf den Ruinen einer alten Kapelle erbaut. Auf dem Dach sitzt ein Dachreiter mit Glocke. Das dreiachsige Langhaus besitzt ein Rundbogenportal über dem eine Figurennische und ein Okulus sitzen. |      |
| Wahlener Straße 87 Lage     | Wohnhaus                                | Das eingeschossige Wohnhaus wurde 1900 erbaut. Über einem schmalen Sockel mit Bossenwerk erhebt sich ein rustiziertes Erdgeschoss mit vier Achsen. In der dritten Achse sitzt leicht asymmetrisch der Eingang mit Oberlicht. Pilaster flanieren die Tür und tragen ein hohes Gebälk mit gerader Verdachung, die auch über den fenstern sitzt. Ein auskragendes Traufgesims schließt den Baukörper ab. Im Satteldach sitzen drei Gauben, die von Voluten begleitet werden und von gesprengten Segmentgiebeln mit Barock anmutenden Ornamenten gekrönt werden. |      |